# Ältavägen

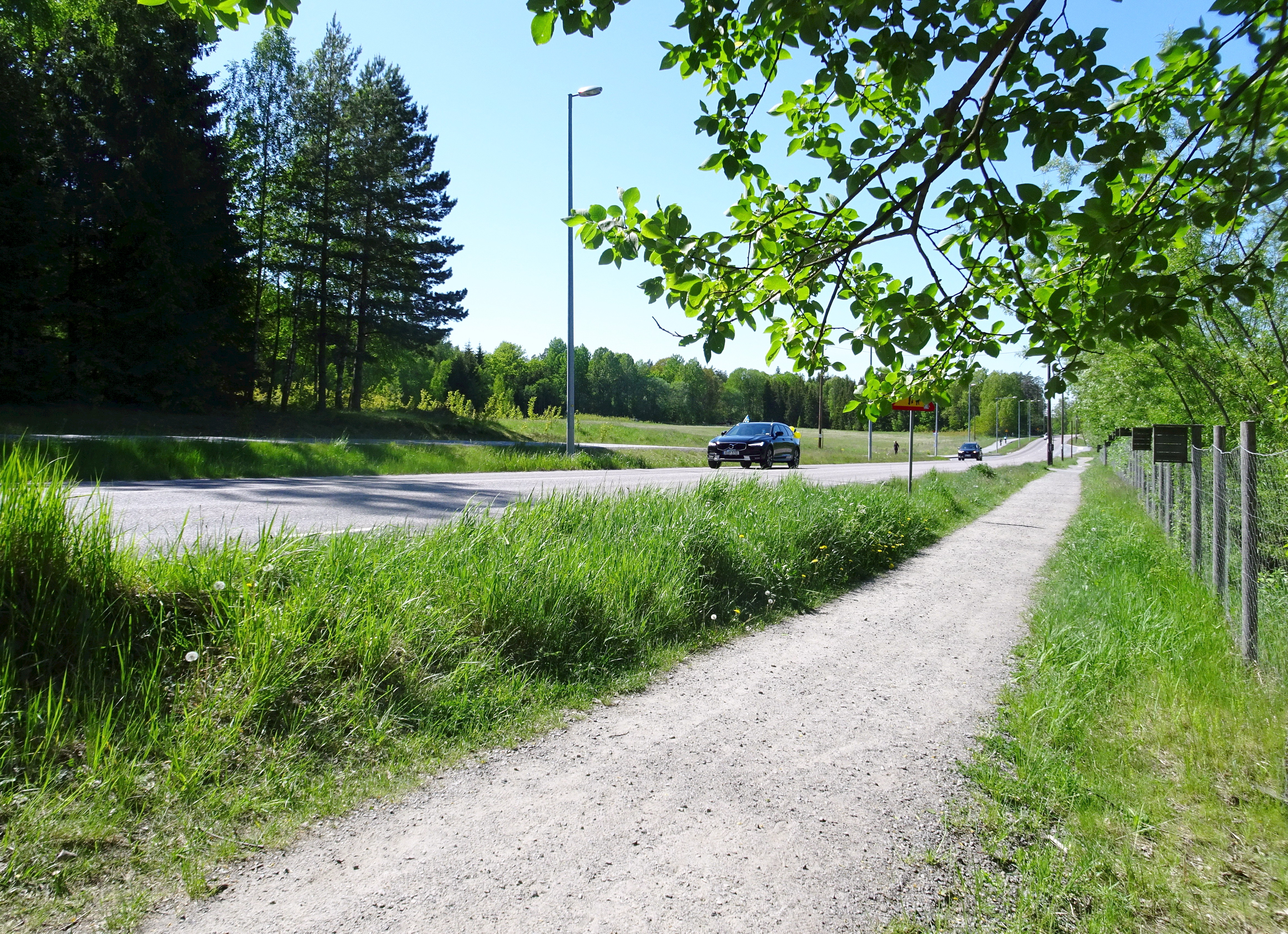
Ältavägen söder om Hellasgården, 2020.

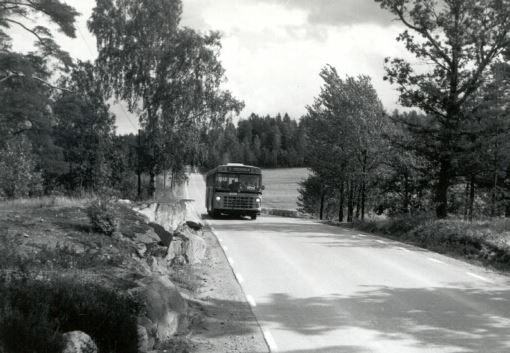
Ältavägen vid Källtorp, 1950-tal.

Ältavägen är en väg i Nacka kommun och Stockholms kommun. Ältavägen är 8,1 kilometer lång och anlades 1934 i sin nuvarande sträckning. Den går till stor del genom det obebyggda området mellan Älta och Nackanäs.

## Vägsträckningen
Gamla landsvägen gick närmare Sandasjön och strax öster om Strålsjön. Den finns kvar, men är enskild väg för godset Erstavik och avstängd för allmän trafik.
Dagens Ältavägen sträcker sig från Nysätra vid Järlasjön i norr till Tyresövägen i söder. Sträckan sammanfaller även med länsväg 260. Vägen har sitt namn efter den tidigare tätorten Älta (sedan 2015 en del av Stockholms tätort), som ligger i sydvästra delen av Nacka kommun. Ältavägen går i sin norra del genom Nackareservatet, förbi Dammtorpssjön och Källtorpssjön med Hellasgården och gamla prästgården Källtorp. Här ligger även torpen Snörom och Tenntorp. Snörom ("snöra om/vända om") har sitt namn troligen efter landsvägen som gjorde här en tvär sväng utanför stugan. Under andra världskriget uppsattes utanför Snörom en militär vägspärr som fanns kvar till långt in på 1960-talet.
Norr om Hellasgården går Ältavägen parallellt med Nacka ström och här återfinns Södra kyrkogården och bebyggelsen efter Nacka gård. Den södra delen leder genom Kolarängen och Älta. Vid trafikplatsen Älta (på- och avfart till Tyresövägen) lämnar Ältavägen Nacka kommun och blir en cirka 200 meter lång vägsträcka i stadsdelen Flaten och vägen övergår i Flatenvägen.

## Bilder

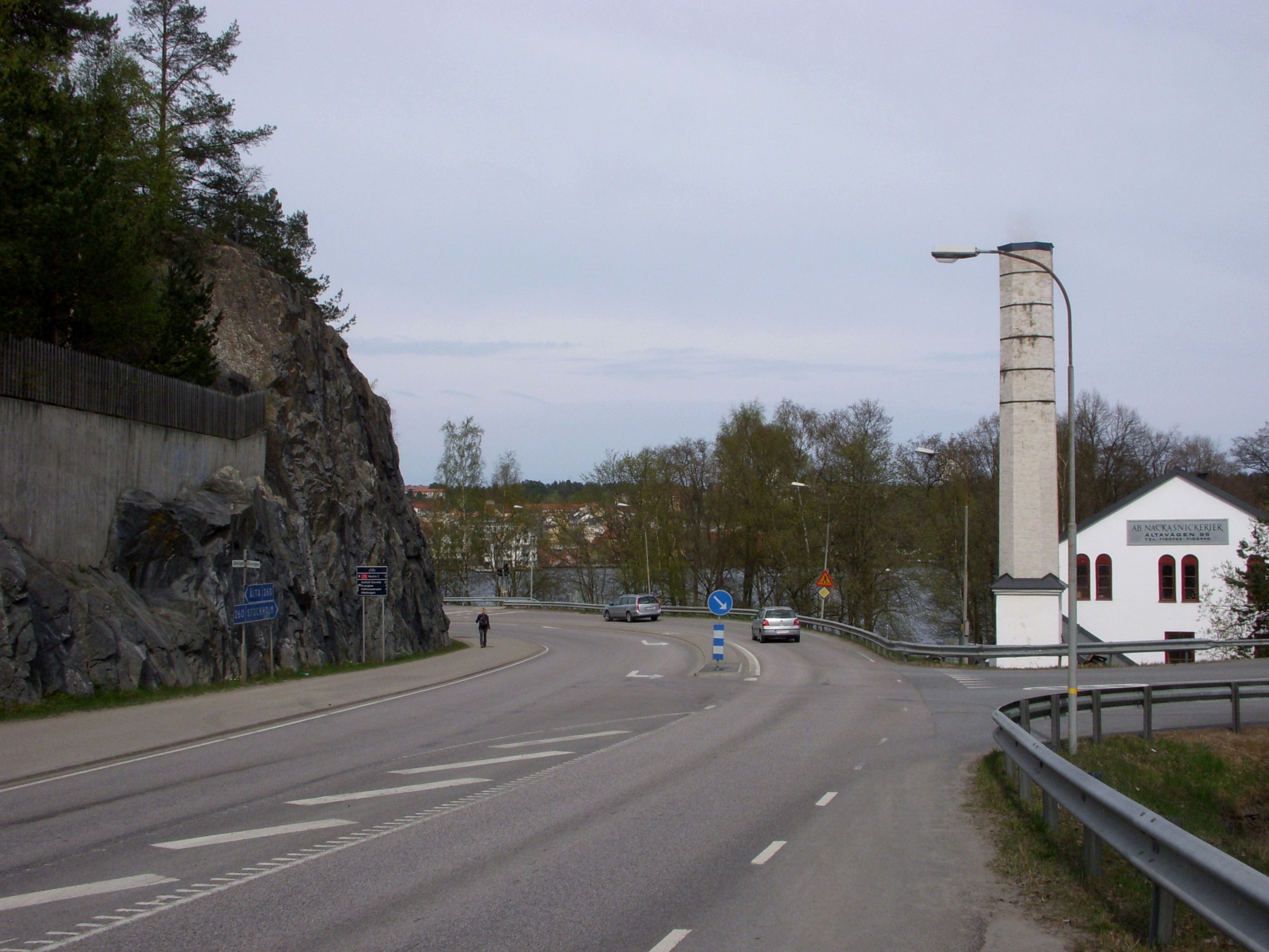
Ältavägen mot norr vid Järlasjön
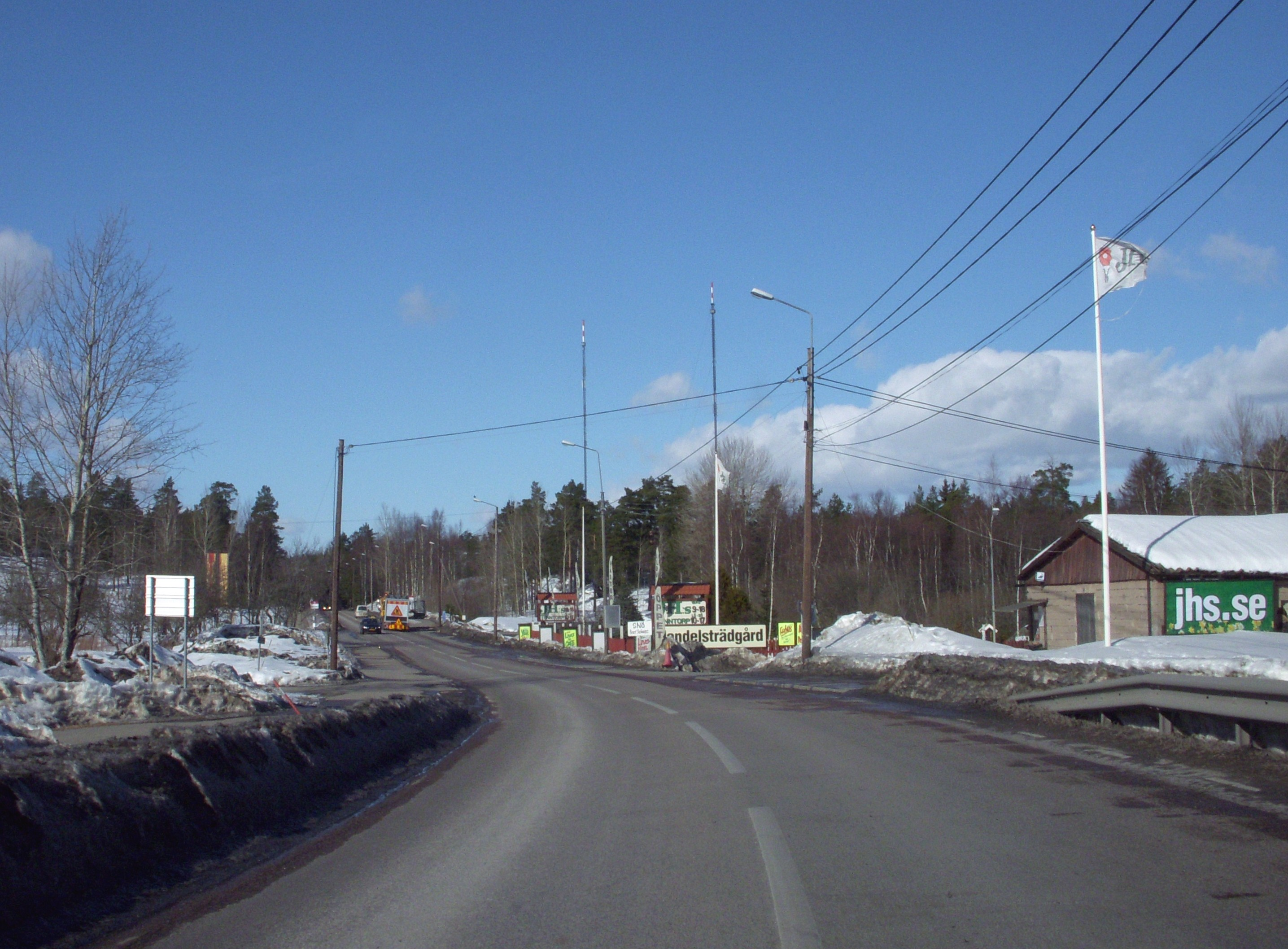
Ältavägen mot norr vid Tenntorp
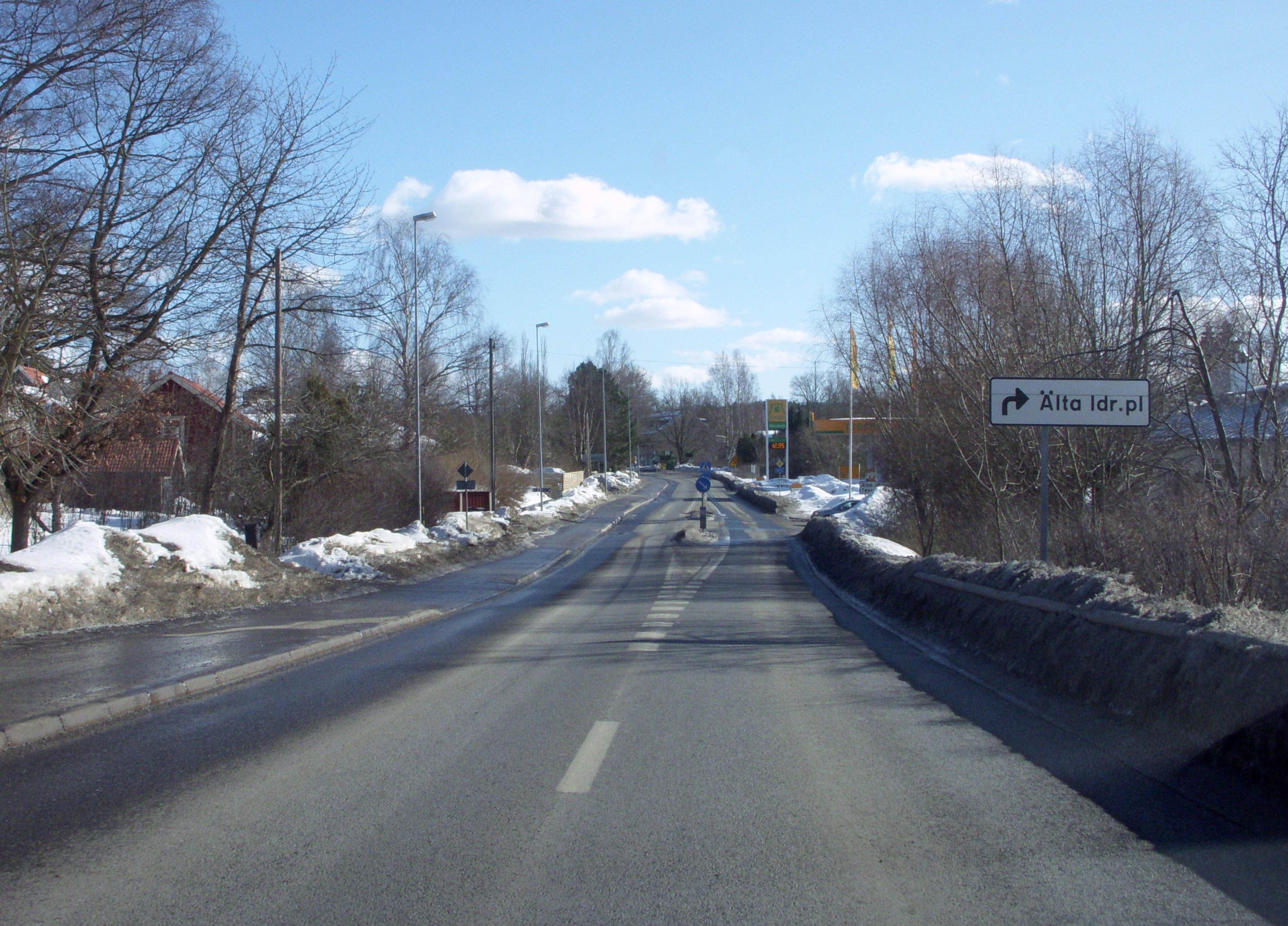
Ältavägen mot söder i Älta
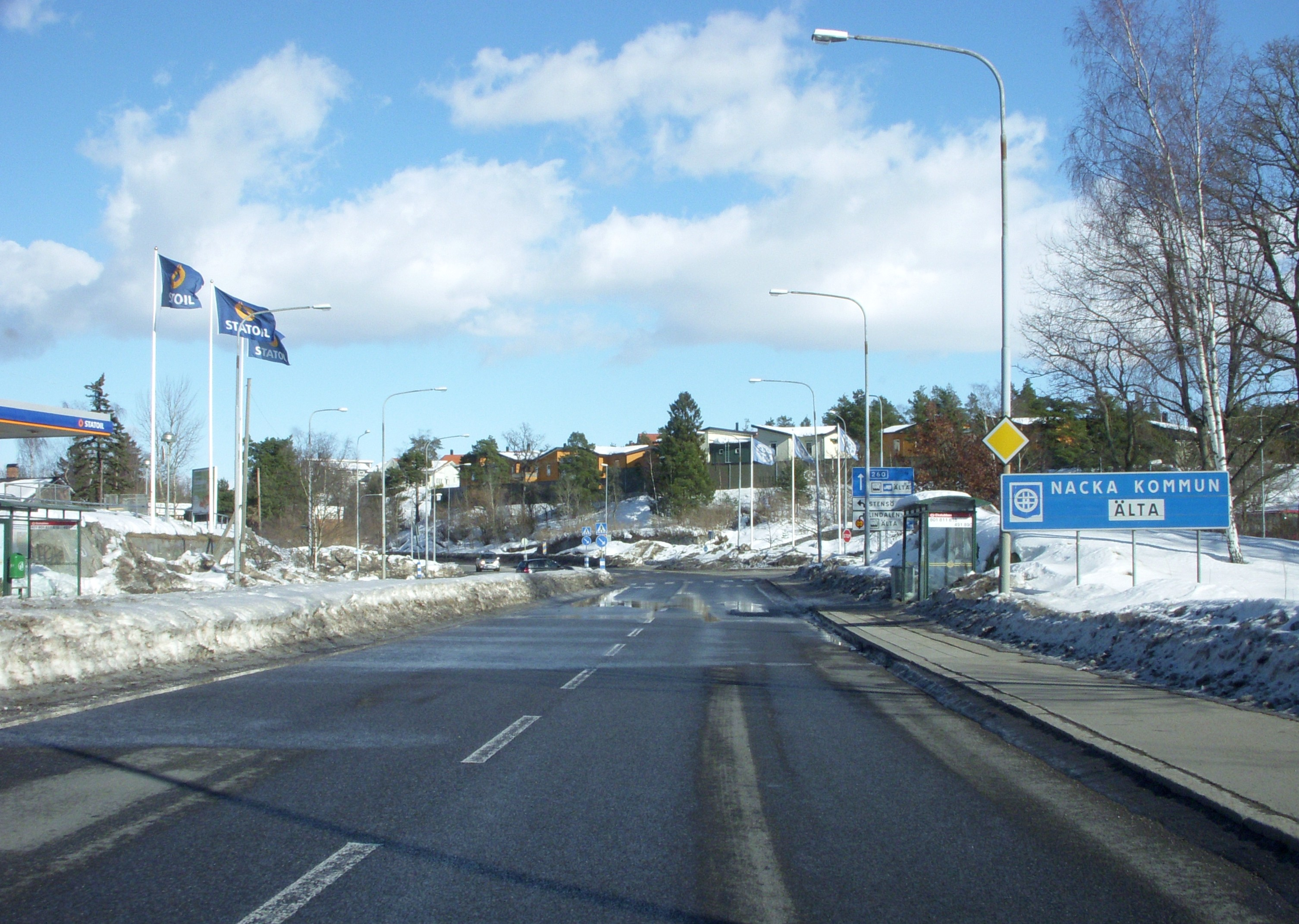
Ältavägen vid kommungränsen